# Masakra w więzieniu w Tarnopolu
Masakra w więzieniu w Tarnopolu – likwidacja tarnopolskiego więzienia połączona z masowym mordowaniem więźniów, przeprowadzona przez sowieckie organy bezpieczeństwa na przełomie czerwca i lipca 1941 roku. Ofiarą zbrodni padło od kilkuset do tysiąca więźniów. Była to jedna z wielu tzw. masakr więziennych, dokonanych przez NKWD po rozpoczęciu niemieckiej inwazji na ZSRR.

## Geneza
Tarnopol, przed wojną polskie miasto wojewódzkie, od września 1939 roku znajdował się pod sowiecką okupacją. Osoby aresztowane przez NKWD były osadzane w miejscowym więzieniu. Było ono jednym z czterech sowieckich więzień funkcjonujących na terenie obwodu tarnopolskiego; w oficjalnych dokumentach określano je mianem „więzienia nr 1”. Stanowisko naczelnika piastował sierżant bezpieczeństwa państwowego Bojko.
22 czerwca 1941 roku nazistowskie Niemcy dokonały inwazji na Związek Radziecki. Pierwsze tygodnie wojny miały bardzo pomyślny przebieg dla strony niemieckiej. Dywizjom Wehrmachtu udało się bowiem rozbić wojska nadgranicznych okręgów wojskowych ZSRR, a następnie wedrzeć się w głąb sowieckiego terytorium. Sukcesem uwieńczone zostało między innymi niemieckie uderzenie na terenie Wołynia i Galicji Wschodniej, gdzie broniło się największe i najlepiej uzbrojone zgrupowanie Armii Czerwonej – Front Południowo-Zachodni. W pierwszych dwudziestu dniach wojny jego jednostki poniosły ogromne straty w ludziach i sprzęcie, a także były zmuszone wycofać się na odległość blisko 250 kilometrów na wschód od granicy niemiecko-sowieckiej.
W chwili wybuchu wojny niemiecko-sowieckiej w więzieniach i aresztach na Kresach Wschodnich przetrzymywano około 40–50 tys. więźniów. Władze sowieckie były zdecydowane nie dopuścić, aby zostali oni uwolnieni przez Niemców. 24 czerwca 1941 roku ludowy komisarz spraw wewnętrznych Ławrientij Beria wydał obwodowym urzędom NKGB rozkaz rozstrzelania wszystkich więźniów politycznych przetrzymywanych w zachodnich obwodach ZSRR, których ewakuacja w głąb kraju była niemożliwa. W myśl rozkazu Berii stracone miały zostać osoby skazane za „działalność kontrrewolucyjną”, „działalność antysowiecką”, sabotaż i dywersję, a także więźniowie polityczni znajdujący się w śledztwie.

## Ewakuacja i eksterminacja więźniów
Z dokumentów odnalezionych w sowieckich archiwach wynika, że stan osadzonych w tarnopolskim więzieniu na dzień 10 czerwca 1941 roku wynosił 1592 osoby. Z kolei w chwili wybuchu wojny niemiecko-sowieckiej w celach przebywało 1790 więźniów.
Z zachowanych sowieckich raportów wynika, że po rozpoczęciu niemieckiej inwazji zwolniono 217 więźniów, w większości skazanych za przestępstwa pospolite lub mniejszej wagi. NKWD podjęło także próbę ewakuacji części osadzonych. W ostatnich dniach czerwca (Jerzy Węgierski podaje datę 30 czerwca) z miasta wyprowadzono kolumnę liczącą od 1000 do 1200 więźniów. Było wśród nich wielu przedstawicieli polskiej inteligencji, aresztowanych po wybuchu wojny niemiecko-sowieckiej. Więźniów popędzono pieszo na wschód, mordując po drodze każdego, kto próbował uciec lub nie miał siły iść dalej. W Wołoczyskach lub Podwołoczyskach więźniów załadowano do pociągu i powieziono dalej na wschód. W Wykazie odjazdów i ruchu transportów z więzień NKWD Ukraińskiej SRR podano, że transport skierowano najpierw do Kurska, a następnie na Ural. Do Wierchnieuralska miało ostatecznie dotrzeć 903 więźniów z Tarnopola. Bogdan Musiał twierdził natomiast, że dalszy los ewakuowanych pozostaje nieznany.
Część więźniów politycznych enkawudziści zamordowali na miejscu. Zbrodnia wyszła na jaw 3 lipca, tj. kilkanaście godzin po ewakuacji Sowietów z Tarnopola. Do więzienia wdarli się wówczas mieszkańcy miasta, którzy poszukiwali aresztowanych krewnych i przyjaciół. W piwnicach gmachu odnaleźli masowy grób przysypany cienką warstwą ziemi, a także pomieszczenie wypełnione zwłokami. Ponadto na dziedzińcu wewnętrznym odkryto jeszcze jedną zbiorową mogiłę, którą enkawudziści usiłowali zamaskować darnią. Świadkowie podawali, że wiele ciał było zmasakrowanych lub znajdowało się w stanie daleko posuniętego rozkładu. Wśród zwłok zamordowanych więźniów znaleziono ciała dziesięciu niemieckich żołnierzy – trzech strzelców górskich i siedmiu lotników Luftwaffe – którzy zostali zamordowani po wzięciu do niewoli.
Źródła podają rozbieżne informacje na temat liczby ofiar. Dokumenty NKWD informują, że w Tarnopolu „ubyło według pierwszej kategorii” 560 więźniów, a podczas konwojowania pieszej kolumny zabito „przy próbie ucieczki” 18 osób. Świadkowie szacowali natomiast, że zamordowano od kilkuset do tysiąca więźniów.
Większość ofiar była narodowości ukraińskiej. W gronie zamordowanych znalazło się także m.in. 25 członków terenowej siatki Polskiej Organizacji Walki z Wrogiem ze Zborowa, w tym jej dowódca chor. Czesław Frytz. Wszyscy oni zostali aresztowani na początku czerwca 1941 roku. Rozstrzelano ponadto ośmiu członków polskiej młodzieżowej organizacji konspiracyjnej ze Złoczowa, aresztowanych pod koniec listopada 1939 roku.

## Epilog

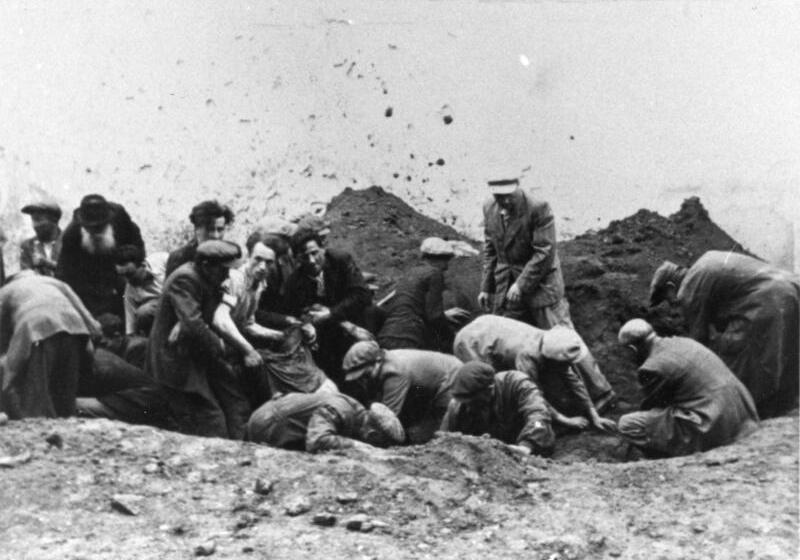
Żydzi zmuszeni do ekshumacji ofiar NKWD. Podwórze więzienia w Tarnopolu

Podobnie jak miało to miejsce w przypadku wielu innych masakr więziennych, winą za zbrodnie NKWD obarczono ludność żydowską, którą zgodnie ze stereotypem „żydokomuny” utożsamiano w całości z systemem sowieckim i stosowaną przezeń polityką terroru. Po wkroczeniu wojsk niemieckich do Tarnopola (2 lipca) grupę miejscowych Żydów i wziętych do niewoli czerwonoarmistów zmuszono do pracy przy ekshumacji zwłok odnalezionych w więzieniu. Po zakończeniu pracy robotnicy zostali zamordowani. W mieście doszło do pogromu, w którym uczestniczyli ukraińscy nacjonaliści i niemieccy żołnierze. Do czasu stłumienia zamieszek przez Wehrmacht, co nastąpiło 6 lipca, zamordowano setki tarnopolskich Żydów. Według niektórych źródeł liczba ofiar pogromu mogła sięgnąć kilku tysięcy.

Żydzi, którzy byli zatrudnieni przy otwieraniu mogił  zostali zatłuczeni częściowo na dziedzińcu więziennym, a reszta na ulicy, następnie mieszkania żydowskie zostały obrzucone granatami i podpalone przez członków Waffen-SS – fragment raportu Einsatzgruppe z 16 lipca 1941.

Masakra w tarnopolskim więzieniu została wykorzystana przez goebbelsowską propagandę. W lipcu 1941 roku na witrynach sklepowych w Wiedniu rozwieszano kopię listu żołnierza Wehrmachtu, który był świadkiem ekshumacji ofiar NKWD. List zawierał m.in. drastyczne opisy zwłok zamordowanych więźniów.